# Tetyana Riabchenko
Tetyana Riabchenko, née le 28 août 1989 à Zhitomerskaya, est une coureuse cycliste ukrainienne. Elle a notamment remporté le Tour of Chongming Island World Cup qui est une épreuve de la Coupe du monde féminine.

## Biographie
Tetyana Riabchenko est née en 1989 à Zhitomerskaya, près de Kiev en Ukraine.
En 2008, elle prend la quatorzième place du championnat d'Ukraine du contre-la-montre. En 2009, elle rejoint l'équipe italienne USC Chirio Forno d'Asolo. Elle participe à ses premières compétitions internationales en France et en Italie. En 2010, elle termine septième de son championnat national du contre-la-montre et onzième de la course sur route.
Lors de la saison 2011, elle dispute ses premières épreuves de Coupe du monde. Elle finit 28e du Trofeo Alfredo Binda-Comune di Cittiglio et abandonne le Tour des Flandres et la Flèche wallonne. Après avoir terminée 23e du Tour d'Italie féminin, elle devient championne d'Ukraine sur route et prend la quatrième place du contre-la-montre. En juillet, à Offida en Italie, elle se classe septième du championnat d'Europe sur route espoirs et dixième du championnat d'Europe du contre-la-montre espoirs. En deuxième partie de saison, Tetyana Riabchenko termine vingtième du Grand Prix de Plouay et du Chrono champenois, ainsi que quatorzième du Chrono des Nations. Elle participe avec la sélection ukrainienne aux championnats du monde. Elle termine 41e du contre-la-montre et 62e de la course en ligne.
Lors de la saison 2012, elle conserve un rôle d'équipière au sein de l'équipe italienne qui s'appelle désormais Forno d'Asolo-Colavita. Elle termine notamment dix-septième de la Route de France et douzième du Tour de Toscane.
En 2013, Tetyana Riabchenko se révèle en remportant en solitaire le Tour of Chongming Island World Cup, cinquième épreuve de la Coupe du monde. À la suite d'une attaque en solitaire, elle profite d'une erreur de parcours du peloton pour s'imposer avec douze secondes d'avance.
Lors de la saison 2014, elle rejoint l'équipe SC Michela Fanini Rox avec qui elle remporte les deux titres nationaux sur route. Elle se classe également douzième du Tour d'Italie féminin.

## Palmarès

### Par année
- 2011
  -  Championne d'Ukraine sur route
  - 7e du championnat d'Europe sur route espoirs
  - 10e du championnat d'Europe du contre-la-montre espoirs
- 2013
  - Tour of Chongming Island World Cup (Cdm)
  - Tour de Charente-Maritime féminin
- 2014
  -  Championne d'Ukraine sur route
  -  Championne d'Ukraine du contre-la-montre
- 2015
  -  Championne d'Ukraine sur route
  - 2e du championnat d'Ukraine du contre-la-montre
- 2016
  - Horizon Park Women Challenge
  - 2e du championnat d'Ukraine sur route
  - 3e du championnat d'Ukraine du contre-la-montre
  - 3e du Tour de Pologne
- 2017
  - 2e du championnat d'Ukraine sur route
  - 3e du championnat d'Ukraine du contre-la-montre
- 2018
  - 3e du Tour de Toscane féminin-Mémorial Michela Fanini
- 2019
  - 2e du VR Women ITT'
  - 2e du championnat d'Ukraine du contre-la-montre

### Classements mondiaux
| Année                                 | 2011 | 2012 | 2013 | 2014 | 2015 | 2016 | 2017 | 2018 | 2019 | 2020 |
| ------------------------------------- | ---- | ---- | ---- | ---- | ---- | ---- | ---- | ---- | ---- | ---- |
| Classement UCI                        | 125e | 420e | 38e  | 61e  | 69e  | 80e  | 111e | 191e | 135e | 383e |
| Coupe du monde                        | nc   | nc   | 8e   | nc   | nc   |      |      |      |      |      |
| UCI World Tour                        |      |      |      |      |      | 109e | 59e  | 205e | 199e | nc   |
|                                       |      |      |      |      |      |      |      |      |      |      |
| Légende : nc = non classéSource : UCI |      |      |      |      |      |      |      |      |      |      |